# Fagrifoss
Fagrifoss (che in lingua islandese significa: cascata graziosa), è una cascata situata nella regione del Suðurland, nella parte meridionale dell'Islanda. 

## Descrizione
La cascata si trova lungo il corso del fiume Geirlandsá, 24 km a nordovest del villaggio di Kirkjubæjarklaustur e a circa 40 km dai crateri di Laki, nel Parco nazionale del Vatnajökull.
Nella zona della cascata il fiume Geirlandsá si suddivide in vari rami e precipita con un salto di 80 metri da una parte rocciosa ricoperta di muschio.

## Accesso
Per accedere alla cascata occorre percorrere la strada sterrata F206 che include anche l'attraversamento di un guado piuttosto impegnativo, per il quale è richiesta una vettura a trazione integrale 4x4. In caso di piogge abbondanti, l'attraversamento del fiume può risultare impossibile.